# Stretch Armstrong and Bobbito Show
Stretch Armstrong and Bobbito Show – amerykański program radiowy nadający undergroundowy hip-hop w stacji radiowej WKCR (1990-1998), a później WQHT (1996-1999) w Nowym Jorku. Był prowadzony przez Adriana Bartosa (DJ Stretch Armstrong) i Bobbito Garcíe w latach 90. W programie tym zadebiutowało wielu znanych artystów takich jak: Biggie Smalls, MF Doom, Mobb Deep, Wu-Tang Clan, Eminem, czy Jay-Z.
Program był znany z tego, że oprócz muzyki undergroundowej i rozmów z mniej znanymi muzykami, można było w nim usłyszeć także utwory freestyle'owe oraz nieocenzurowane nagrania piosenek hip-hopowych. Po dołączeniu do programu Lorda Seara, na antenie można było także usłyszeć humorystyczne rozmowy ze słuchaczami, w których to nowy współprowadzący ich roastował.
Audycje te spotkały się z dobrym odbiorem świata muzyki undergroundowej. Magazyn hip-hopowy The Source Magazine okrzyknął program ten „największym rapowym programem radiowym wszech czasów”, zaś raper Nas, który zaczynał swoją karierę między innymi na antenie, opisał go w 2015 roku jako „najważniejszy program radiowy na świecie [w latach 90.]”.